# Hoplia griseovestita
Hoplia griseovestita är en skalbaggsart som beskrevs av Moser 1924. Hoplia griseovestita ingår i släktet Hoplia och familjen Melolonthidae. Inga underarter finns listade i Catalogue of Life.